# Belgia na Zimowych Igrzyskach Olimpijskich 1980
Belgię na Zimowych Igrzyskach Olimpijskich 1980 reprezentowało 2 zawodników.

## Skład kadry

### Narciarstwo alpejskie
Mężczyźni
- Didier Lamont
  - Zjazd - 34. miejsce
  - Gigant slalom - 47. miejsce
  - Slalom - nie ukończył

- Henri Mollin
  - Zjazd - 33. miejsce
  - Gigant slalom - nie ukończył
  - Slalom - 24. miejsce